# Disternopsis
Disternopsis is een kevergeslacht uit de familie van de boktorren (Cerambycidae). De wetenschappelijke naam van het geslacht werd voor het eerst geldig gepubliceerd in 1939 door Breuning.

## Soorten
Disternopsis omvat de volgende soorten:
- Disternopsis albostictica Breuning, 1939
- Disternopsis apicespinosa Breuning, 1939
- Disternopsis bivittipennis Breuning, 1968
- Disternopsis metallica (Westwood, 1863)
- Disternopsis pentheoides (Pascoe, 1859)
- Disternopsis pruinosa (Boisduval, 1835)